# Puente del Inca
Puente del Inca (spanska "Inkans bro"), är en naturlig stenbåge i Mendozaprovinsen i västra Argentina. Den bildar en bro över Vacasfloden, en biflod till Río Mendoza, nära orten Las Cuevas 18 mil väster om provinshuvudstaden. Bron ligger 2719 meter över havet och i anslutning till en före detta kurort. Den var en gång del av Stora Inkavägen.

## Beskrivning och geologi
Puente del Inca är 47 meter lång, 28 meter bred och med 8 cirka meters tjocklek. Den spänner idag cirka 27 meter ovan Vacasfloden.
Puente del Inca är också namnet på de närbelägna varma källorna. Vetenskapsmännen spekulerar om huruvida kombinationen av extrema naturkrafter som is och varma källor medverkade till utformningen av stenbågen. Det antas att isen i äldre tid täckte floden och att den 17 meter höga isen då fungerade som stöd för laviner av snö, sand och sten. Partiklarna på isen skulle då så småningom ha ansamlats och förstenats, hjälpta av det svavelhaltiga vattnet. När snön senare smälte, återstod då bara bågen hängande i luften som en bro.

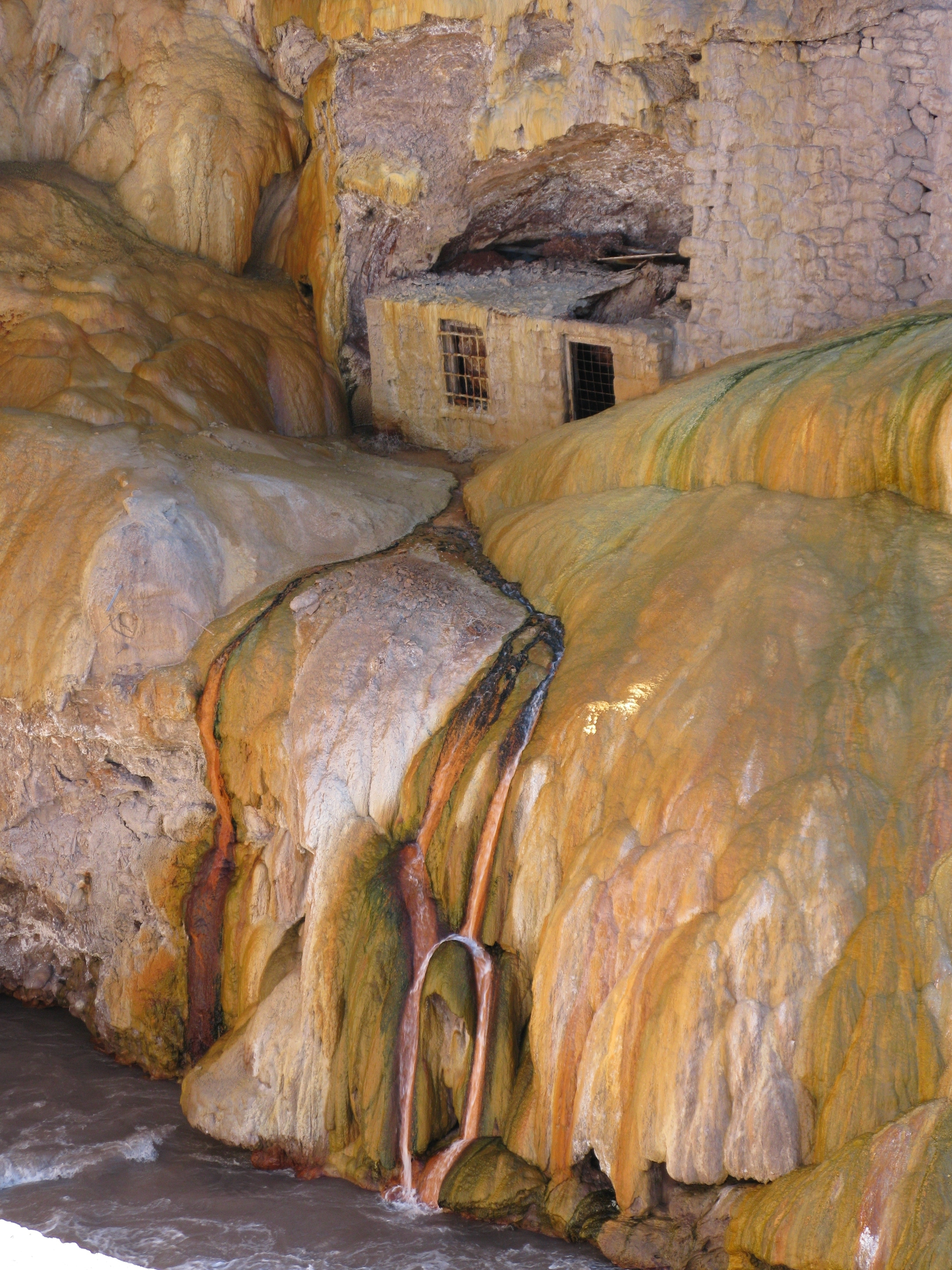
Den före detta kurbadsanläggningen vid Puente del Inca.

Olika geologer har bedömt att stenmaterialet i bron är mellan 23,5 och 5,3 miljoner gammalt, baserat på den vulkaniska aktiviteten i äldre tid.
Svavlet i vattnet syns fortfarande i avlagringarna på klipporna på och runt bron. Vattnet från de varma källorna på orten håller en temperatur på mellan 34 och 38 grader Celsius.
Bron förklarades 7 december 2005 för naturmonument i provinsen Mendoza. Storleken på det skyddade området anges olika i källorna, med allt från 4 till 500 hektar.

## Mänsklig historia
De första spåren av mänsklig verksamhet i området daterar sig till cirka 8 500 år f.Kr. Puente del Inca var del av Stora Inkavägen som på sin tid sträckte sig från norr till söder genom Inkariket.
I mars månad 1835 besökte Charles Darwin platsen. Han gjorde bland annat några teckningar av bron med några stora stalaktiter.
I början av 1900-talet fanns på orten en stor kurort, som nyttjade de varma källorna till att kurera vissa sjukdomar (än idag finns en kurortsanläggning kvar längre nerför floden, vid Cacheuta). Där fanns också en järnvägsstation (som fortfarande står kvar), och turisterna anlände med tåg till kurorten. Den var en av de sista argentinska stationerna längs med den transandinska järnvägen, innan tåget fortsatte över på den chilenska sidan via en lång tunnel genom Anderna.
Vid bron och kurorten fanns ett lyxhotell, som nästan helt förstördes 1965 av en kombinerad lavin/stenras. Hotellet tillhörde åren runt 1950 Fundación Eva Perón.
Den idag övergivna järnvägsstationen gjordes om till ett bergsklättringsmuseum (Museo del Andinista), grundat av en grupp av bergsklättrare från Rosario för att visa upp Aconcaguaområdets kulturhistoria. Bron ligger cirka 3 mil sydsydost om berget, det högsta på det västra halvklotet.

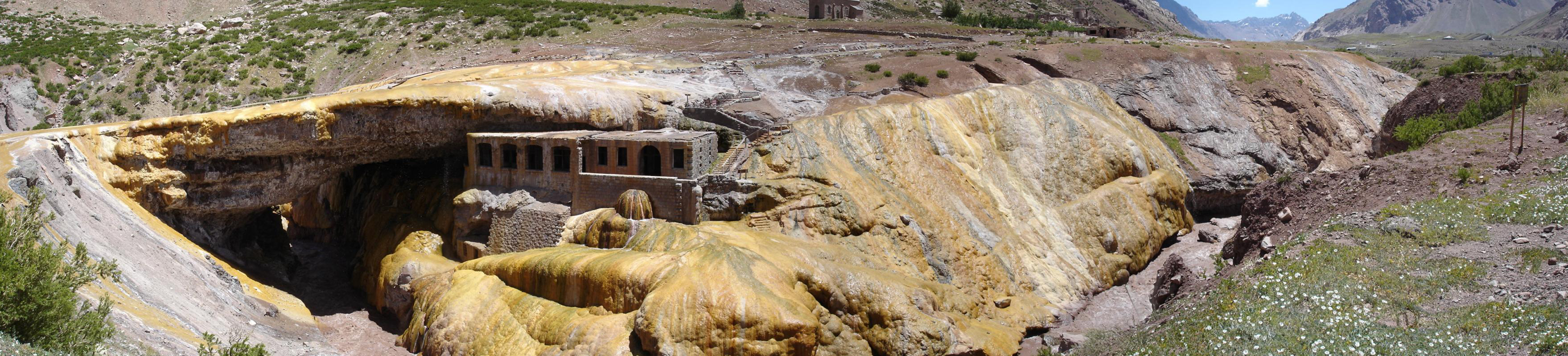
Panorama vid Puente del Inca.

## Källhänvisningar
Den här artikeln är helt eller delvis baserad på material från engelskspråkiga Wikipedia, 15 januari 2015.
1. 1 2 3 4 5 6 7 8 9 10  "Puente del Inca". Arkiverad 15 februari 2015 hämtat från the Wayback Machine. Patrimonionatural.com. Läst 14 februari 2015. (spanska)
2. ↑  "Geoscience for Andean Communities". Arkiverad 6 januari 2009 hämtat från the Wayback Machine. Pma-map.com
3. 1 2 3  "Puente del Inca en Las Cuevas, Mendoza". Argentinaturismo.com.ar. Läst 14 februari 2015. (spanska)
4. ↑  Giusti, Alfredo Del: "Recuerdos del Hotel de Puente del Inca". Arkiverad 15 februari 2015 hämtat från the Wayback Machine. Culturademontania.com.ar. Läst 14 februari 2015. (spanska)